# (8210) NANTEN
(8210) NANTEN est un astéroïde de la ceinture principale.

## Description
(8210) NANTEN est un astéroïde de la ceinture principale. Il fut découvert le 5 mars 1995 à Ōizumi par Takao Kobayashi. Il présente une orbite caractérisée par un demi-grand axe de 2,46 UA, une excentricité de 0,09 et une inclinaison de 7,1° par rapport à l'écliptique.

## Compléments